# Framingham Pigot
Pour les articles homonymes, voir Framingham (homonymie) et Pigot.
Framingham Pigot est une paroisse civile et un village du Norfolk, en Angleterre.